# Allan Grapard
Allan Georges Grapard est un universitaire, historien et japonologue français.

## Biographie
Grapard obtient son Ph.D. à l'Institut national des langues et civilisations orientales à Paris.
En 1985, Grapard arrive à l'Université de Californie à Santa Barbara en tant que professeur invité dans les religions japonaises, et en 1986, il est invité au département des études religieuses de la faculté.
Aujourd'hui Grapard est professeur émérite de langues d'Asie orientale et d'études culturelles (EALCS) au même institut.
Dans le champ de l'historiographie des religions du Japon, il est connu pour développer des propositions théoriques novatrices .
- « La religiosité japonaise est fondée sur des sites spécifiques auxquels se sont combinées croyances et pratiques »[4].
- « La religiosité japonaise n'est ni shinto ni bouddhiste ni sectaire, mais essentiellement combinatoire »[4].
- « Ces systèmes combinatoires qui ont évolué dans des sites spécifiques sont liés à des institutions de pouvoir et, par conséquent, à l'ordre politique, social et économique, qui sont interdépendants et incarnés dans les rituels et les institutions qui identifient ces sites »[4].

## Publications (sélection)

### Ouvrages
Dans un aperçu statistique relatifs aux écrits par et sur Allan Grapard, l'OCLC/WorldCat recense environ 10 ouvrages en + de 10 publications en 4 langues et + 500 de fonds de bibliothèque.
- Japan's Ignored Cultural Revolution: the Separation of Shinto and Buddhist Divinities in Meiji (shimbutsu bunri) and a Case Study: Tonomine (1984)
- Kukai: la vérité finale des trois enseignements (1985)
- Voltaire and East Asia: a Few Reflections on the Nature of Humanism (1985)
- Lotus in the Mountain, Mountain in the Lotus: Rokugō kaizan Nimmon daibosatsu hongi (1986)
- The Protocol of the Gods: a Study of the Kasuga Cult in Japanese History (1992)
- The Shinto of Yoshida Kanetomo (1992)

### Article
- "Institution, Ritual, and Ideology: The Twenty-Two Shrine-Temple Multiplexes of Heian Japan." History of Religions, 27 (1988): 246-269

## Source de la traduction
- (en) Cet article est partiellement ou en totalité issu de l’article de Wikipédia en anglais intitulé « Allan Grapard » (voir la liste des auteurs).